# Raoiella indica
Espèce
Raoiella indica, l'acarien rouge du palmier, est une espèce d'acariens de la famille des Tenuipalpidae, originaire de l'Ancien Monde.
C'est un ravageur des palmiers au Moyen-Orient et en Asie du Sud-Est qui a envahi depuis 2004 les Antilles, où il attaque aussi les bananiers. 

## Distribution
Cette espèce est indigène dans une vaste zone allant de l'Afrique du Nord-Est à l'Asie du Sud-est et comprenant l'Égypte,  le Soudan, l'Île Maurice et la Réunion, Israël, l'Arabie saoudite, Oman et les Émirats arabes unis, l'Iran, le Pakistan, l'Inde, le Sri Lanka, la Thaïlande et les Philippines, ,
Elle est considérée comme une espèce envahissante dans les Antilles (République dominicaine, Guadeloupe, Porto Rico, Saint Martin, Trinidad et Tobago, Îles Vierges des États-Unis, Grenade, Haïti et Jamaïque).
En 2007, l'acarien rouge du palmier a été découvert en Floride, où en avril 2009, on le trouvait dans près de 400 sites dans cinq comtés.